# نگویت آنه دونگ
نگویت آنه دونگ (انگلیسی: Nguyet Anh Duong؛ زاده ) یک است.